# Choroba Rittera
Choroba Rittera – uogólniona ropna choroba skóry o ciężkim przebiegu, występująca głównie u noworodków i dzieci, wywoływana przez gronkowce złociste. Egzotoksyna produkowana przez gronkowce, eksfoliatyna, powoduje powstawanie rozległych pęcherzy, złuszczanie naskórka i odsłanianie skóry właściwej na dużych przestrzeniach.

## Nazewnictwo
Chorobę Rittera występującą u starszych dzieci i pacjentów z niewydolnością nerek nazywa się gronkowcowym zespołem poparzonej skóry (ang. staphylococcal scalded-skin syndrome, SSSS).
Inne nazwy używane na określenie choroby Rittera:
- zespół Rittera
- zespół Rittera-Lyella
- gronkowcowe złuszczające zapalenie skóry
- łac.: dermatitis bullosa et exfoliativa neonatorum, dermatitis Ritter
- zapalenie pęcherzowe i złuszczające skóry noworodków (łac. pemphigus neonatorum)

## Objawy i przebieg
Choroba objawia się wysiewem płaskich, bardzo wiotkich pęcherzy, ulegających łatwo pękaniu z pozostawieniem rozległych przestrzeni pozbawionych naskórka. Występuje dodatni objaw Nikolskiego, uogólniony stan zapalny skóry z zaczerwienieniem i oddzielaniem się dużych płatów naskórka. Błony śluzowe zazwyczaj pozostają wolne od zmian. Występuje nieżyt nosa lub spojówek i drażliwość. Zmiany zajmują zwykle całą powierzchnię skóry. Obraz kliniczny przypomina oparzenia II stopnia. Okres trwania jest kilkudniowy, przebieg może być ciężki.

## Różnicowanie
- złuszczające zapalenie skóry Leinera (łac. erythrodermia desquamativa Leiner)
- zespół Lyella

## Leczenie
Przeciwwskazane jest podawanie kortykosteroidów. Podstawą leczenia jest antybiotykoterapia (głównie penicyliny półsyntetyczne i cefalosporyny). Ważne jest wyrównanie zaburzeń elektrolitowych, tak jak w przypadku oparzeń.